# 田原 (詩人)
田 原（でん げん、ティエン・ユエン、ティアン・ユアン、1965年11月10日 - ）は、中国の詩人、翻訳家。谷川俊太郎の研究家としても知られ、谷川俊太郎の詩作品を中国語に翻訳して出版している。母語である中国語での詩作のほかに、日本語での詩作も行っており、日本語による第2詩集『石の記憶』は、第60回H氏賞を受賞した。
2013年4月より、東北大学から城西国際大学に転勤、客員教授として教鞭をとっている。

## 略歴
1965年、河南省の農村で生まれた。詩作は高校生のときからはじめ、大学在学中に最初の詩集を刊行した。
河南大学卒業後、1991年5月に公費留学生として来日、天理大学国際文化学部日本学科で学ぶ。1997年3月卒業。そこで谷川俊太郎の作品に触れて感銘を受け、谷川作品を中国語に翻訳した『谷川俊太郎詩選』を刊行して、中国に紹介した。大阪外国語大学、立命館大学大学院文学研究科日本文学専攻博士課程修了。『谷川俊太郎論』で文学博士号取得。他に田村隆一、辻井喬、北園克衛、白石かずこ、高橋睦郎などの作品を中国語に翻訳している。
2001年に第1回ボヤン賞（後の留学生文学賞）を受賞。2004年に、日本語による第1詩集『そうして岸が誕生した』（思潮社）を刊行。2009年には、四川大地震の悲しみなどを綴った第2詩集『石の記憶』（思潮社）を刊行、同作で第60回H氏賞を受賞した。
2005年春、翻訳した『谷川俊太郎詩選』（河北教育出版社）が北京・第二回「21世紀鼎鈞文学賞」を受賞。
2011年秋、翻訳した数冊の中国語詩集により、北京大学が主催する第三回「中坤詩歌賞」を受賞。
。

## 作品

### 中国語詩集
- 『田原詩選』（人民文学出版社） 2007年
- 『樓梯 田原 STAIRWAY　TIANYUAN』（中英対訳、英訳：Denis Mair、William.l.Elliott、Kazuo kawamura 、香港中文大学出版社） 2011年10月
- 『梦蛇』（東方出版社） 2015年11月
- 『夢的標點 - 田原年代詩選』（台湾印刻社） 2022年10月

### 日本語詩集
- 『そうして岸が誕生した』（思潮社） 2004年
- 『石の記憶』（思潮社） 2009年
- 『田原詩集』（思潮社、現代詩文庫） 2014年
- 『夢の蛇』（思潮社） 2015年
- 『詩人と母』（共著、ポエムピース社） 2021年7月

### 日本語絵本
- 『ねことおばあさん』（絵・くさなり、みらいパブリッシング社） 2020年

### 韓国語詩集
- 『돌의 기억（石の記憶）』（韓成禮：訳、子音と母音出版社） 2011年9月

### 韓国語絵本
- 『猫とおばあさん』（絵・林娥莉、訳・李国明、ソウル春芸図書） 2020年8月
- 『雀の墓』（絵・林娥莉、訳・李国明、ソウル春芸図書） 2020年8月
- 『蟬』（絵・林娥莉、訳・李国明、ソウル春芸図書） 2020年8月
- 『犬と私』（絵・林娥莉、訳・李国明、ソウル春芸図書） 2020年8月
- 『漁師と亀』（絵・林娥莉、訳・李国明、ソウル春芸図書） 2020年8月
- 『オオカミと草原』（絵・林娥莉、訳・李国明、ソウル春芸図書） 2021年3月
- 『小さい白い犬』（絵・林娥莉、訳・李国明、ソウル春芸図書） 2021年3月
- 『トンボ』（絵・林娥莉、訳・李国明、ソウル春芸図書） 2021年3月
- 『キリギリス』（絵・林娥莉、訳・李国明、ソウル春芸図書） 2021年3月
- 『マスク』（絵・林娥莉、訳・李国明、ソウル春芸図書） 2021年3月
- 『国平君』（絵・林娥莉、訳・李国明、ソウル春芸図書） 2021年3月

### 編著
- 『中国新世代詩人アンソロジー』（田原：選、竹内新：訳、詩学社） 2004年
- 『谷川俊太郎詩選集』1 - 3（集英社） 2005年
- 『続中国新世代詩人アンソロジー』（田原：選、竹内新：訳、詩学社） 2006年
- 『私の胸は小さすぎる - 谷川俊太郎』（角川学芸出版） 2010年9月
- 『谷川俊太郎論』（岩波書店） 2010年12月21日
- 『谷川俊太郎詩選集』第4巻（集英社） 2016年
- 『私の胸は小さすぎる』（集英社文庫、谷川俊太郎恋愛詩ベスト96） 2019年
- 『いつかどこかで』（谷川俊太郎、集英社文庫、子どもの詩ベスト147） 2021年
- 『百代の俳句』（ポエムピース社） 2021年10月
- 『となりの谷川俊太郎』（ポエムピース社） 2022年7月

### 翻訳
- 『谷川俊太郎詩選』（作家出版社） 2002年
- 『谷川俊太郎詩選』（河北教育出版社） 2004年
- 『異邦人 - 辻井喬詩歌選』（人民文学出版社） 2005年
- 『定義』（谷川俊太郎：著、田原：訳、新加坡作家協会） 2006年
- 『春的臨終 - 谷川俊太郎詩選』（中日対訳、香港OXFORD出版社） 2010年7月
- 『天空 - 谷川俊太郎詩選』（北京大学出版社） 2012年3月
- 『小鳥在天空消失的日子』（谷川俊太郎　著）（上海浦睿文化伝播公司＋湖南文芸出版社） 2013年9月
- 『二十億光年的孤獨』（谷川俊太郎　著、台灣　合作社出版） 2015年12月9日
- 『谷川俊太郎詩選』（谷川俊太郎　著、台灣　合作社出版） 2015年12月11日
- 『谷川俊太郎精選集』（人民文学出版社） 2016年
- 『二十億光年の孤独』（日中対訳、天津人民出版社） 2017年
- 『我』（日中対訳、台湾大鴻芸術合作社） 2017年
- 『春的臨終』（日中対訳、南京訳林出版社） 2017年
- 『譲我們継続沈黙的旅行 - 高橋睦郎詩選』（湖南文芸出版社） 2018年
- 『我』（人民文学出版社） 2018年
- 『金子美鈴全集』（中信出版社） 2018年
- 『三万年前的星空』（江蘇鳳凰文芸出版社） 2018年
- 『人間失格』（中信出版社） 2019年
- 『晩霞与少年 - 高橋睦郎詩選』（香港中文大学出版社） 2019年
- 『人間失格』（台湾時報文化出版社） 2019年
- 『minimal』（谷川俊太郎　著、台湾合作社） 2019年
- 『松尾芭蕉俳句選』（上海文芸出版社） 2019年
- 『定義』（谷川俊太郎　著、台湾合作社） 2020年
- 『金子美鈴詩選』（台湾INK出版社） 2020年
- 『谷川俊太郎詩歌総集』（江蘇鳳凰文芸出版社） 2021年
- 『心与女人』（南京訳林出版社） 2021年10月
- 『谷川俊太郎詩選全集』1-2巻（台湾合作社） 2022年11月

### 監修（日本語）
- 『西川詩選・中国現代詩人シリーズ1』（西川　著、竹内新　訳、思潮社） 2019年
- 『少年の詩・中国現代詩人シリーズ2』（閻志　著、竹内新　訳、思潮社） 2019年
- 『梅爾詩選・中国現代詩人シリーズ3』（梅爾　著、竹内新　訳、思潮社） 2020年

### 企画（日本語）
- 『短編小説・時間の河、シリーズ現代中国文学』（齋藤晴彦　訳、みらいパブリッシング社） 2020年
- 『散文・時間の入り口、シリーズ現代中国文学』（徳間佳信　訳、みらいパブリッシング社） 2020年
- 『詩・時計工場、シリーズ現代中国文学』（竹内新　訳、みらいパブリッシング社） 2020年

### メディア報道
- おはよう宮城「日常から詩を生み出す」（NHK仙台放送、2010 年5月10日）
- テレビで中国語「中国見聞録・詩人田原」（NHK教育、2010年5月11日）
- Nスタみやぎ「H氏賞・受賞者・田原さん」（TBC 東北放送、2010年6月8日）
- NTDTV「訪談・中国詩人田原」（アメリカ NTDTV、2010年6月26日）